# Pont del Llop
El Pont del Llop o Pont de Castelló o Pont de Castellonet és un pont que forma part de l'Inventari del Patrimoni Arquitectònic Català de Navès (Solsonès).

## Situació
Es troba al km. 9,5 de la carretera C-462 de Solsona a Sant Llorenç de Morunys per la Llosa del Cavall, sota el pont metàl·lic de recent construcció.

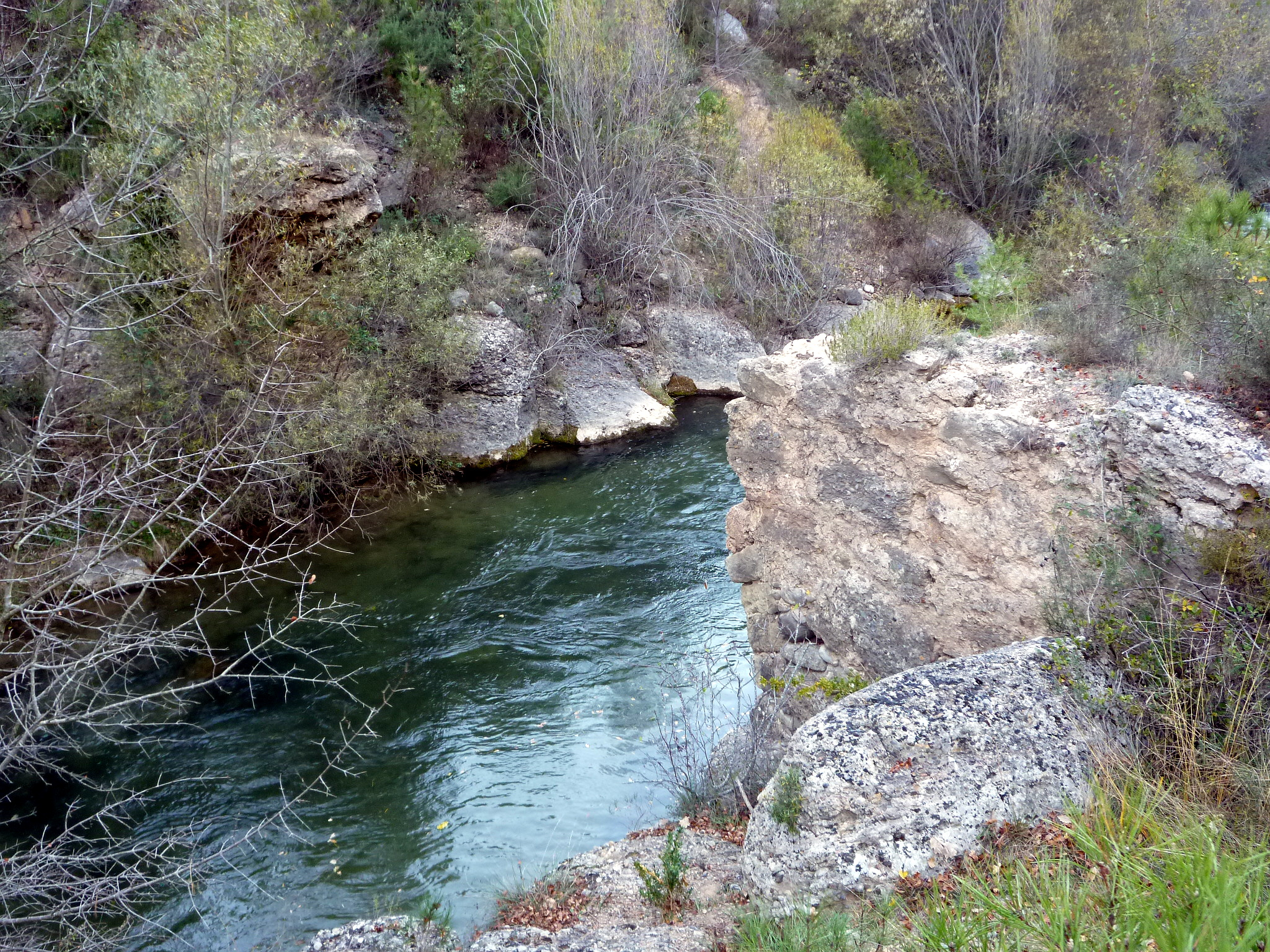
Imatge del 2013

## Descripció
Restes dels basaments d'un pont d'un arc de punt rodó tot de pedra.

### Notícies històriques
Sobre el Cardener. És una antiga construcció per on passa un camí que ve de l'església i veïnat de cases dels Torrents i va a la sufragània de Peà, enlairada damunt d'una clotada a l'altra part del riu. (C.A.TORRAS-CARDANER-PÀG.244)